# 鉢巻

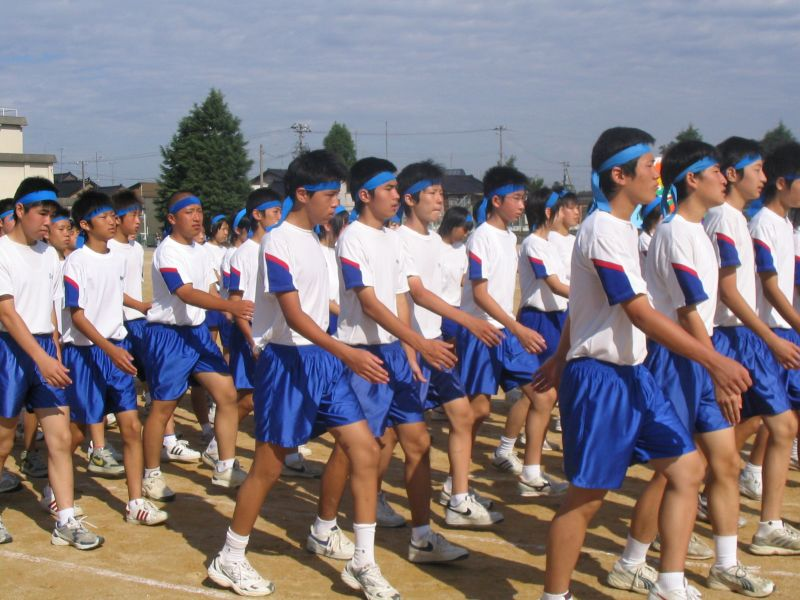
中学校の運動会。鉢巻を締めての選手入場

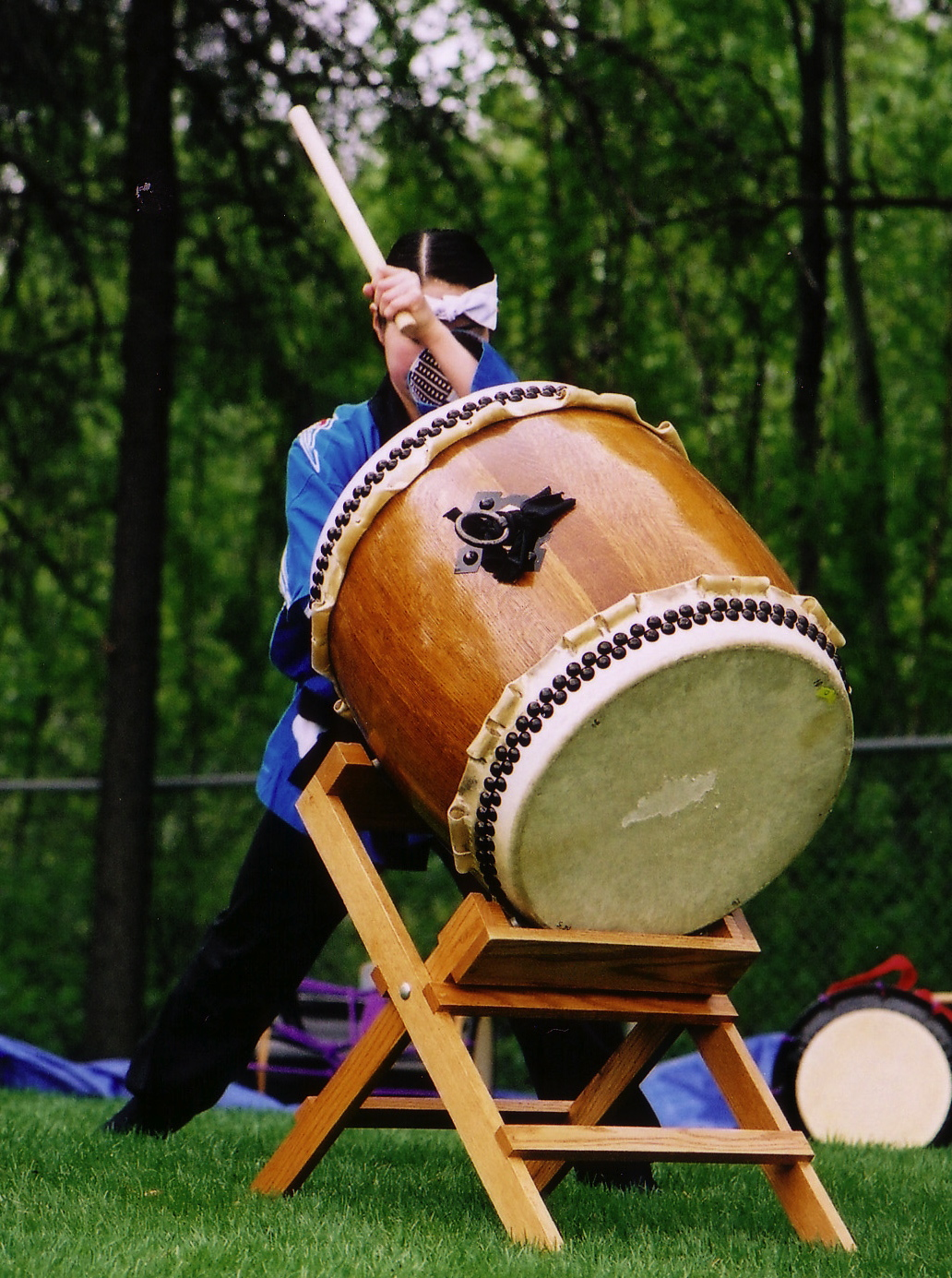
捻り鉢巻を締めた和太鼓奏者

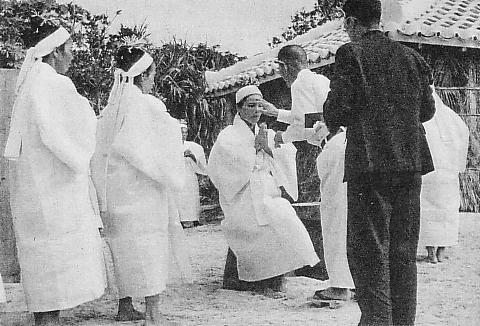
沖縄県久高島の神事「イザイホー」。鉢巻を締めた祝女（ノロ）

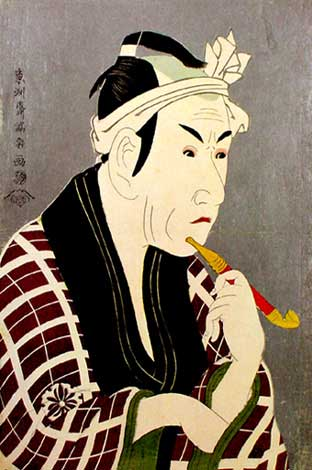
東洲斎写楽画『四代目松本幸四郎の肴屋五郞兵衞』

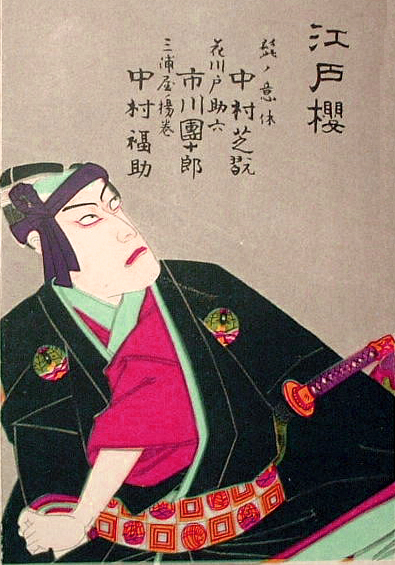
助六の鉢巻

鉢巻（はちまき）とは、主に日本において精神の統一や気合の向上のために用いられる、頭に付ける細長い布あるいは紐。頭の鉢（横周り）に巻くものという意味である。

## 概説
鉢巻の歴史は古く、もともと日常的に身に着けるものではなく、歴史的には戦（いくさ）、神事、冠婚葬祭、病気など非日常の状態にあることを表象するためのものだったといわれている。
日本では神仏への参詣のときや神輿を担ぐ者が鉢巻を締める風習がみられる。また、頭痛のときや出産時などに鉢巻をする風習も高度経済成長以前の時代まで残されていた。鉢巻は非日常の象徴とされ、伊豆諸島では婚礼の際の女性や葬礼の際に鉢巻を締める風習があった。婚礼の際の花嫁の角隠しも鉢巻と同じ意味を持つとされる。アイヌ文化にはマタンプシ（本来は男性用）やそれよりも長いサパシナやチパヌㇷ゚（女性用）と呼ばれる鉢巻があった。一方、琉球王朝には日本の冠位十二階と同様の制度があり礼装で鉢巻状の冠を用いていた。
通常は赤や白の綿の布が用いられることが多いが、さまざまな色があるカラー鉢巻と呼ばれるものもあり、1本の鉢巻に2色以上の色が付いている場合もある。サイズは幅約3 - 6cm、長さ90 - 120cm程度のものが多い。中には長さが2 - 3mのロング鉢巻というのもある。
鉢巻には一般的な鉢巻紐（棒鉢巻）のほか、最初から環状に結い付けてある結上鉢巻もある。
鉢巻紐の結び方としては、布を堅くよじってロープ状にした「ねじり鉢巻」、結び目を額に置く「向こう鉢巻」と呼ばれるものがある。
専用ではない手拭やタオル、バンダナなどで代用する場合もある。

## 用途
精神統一や士気の向上が必要な多くの場合に用いられるが、典型的な着用例としては運動会の選手や応援団員、入学試験に向けて勉強中の受験生などが挙げられる。
汗をかく状況であれば、流れる汗が目や首周りに入る前に止まるなどの効果が期待できる。頭からの流血も同様である。

### 運動会
鉢巻は帽子と同じく色によってチームを識別するために使われることがある。騎馬戦では、騎手役の選手が着用し、他の馬に鉢巻を奪い取られたら敗北という方式もある。

### 歌舞伎
歌舞伎では役柄ごとに鉢巻の色や締め方に決まりがある。
例えば演目「助六」で主役の助六は江戸紫の鉢巻の上部を結んで輪にして右側で締めている。また、病気や狂乱の状態をあらわすための「病鉢巻」は紫縮緬で左側で締めることで病体を表現している。

### グッズ
アイドルや声優等のライブコンサートにおいても比較的安価なため、応援の目的ではっぴやサイリュームと共に広く用いられる。基本的には形状・目的は従来のものと同じだが、色は応援する対象のイメージカラーなどで統一されることが多い。

用途
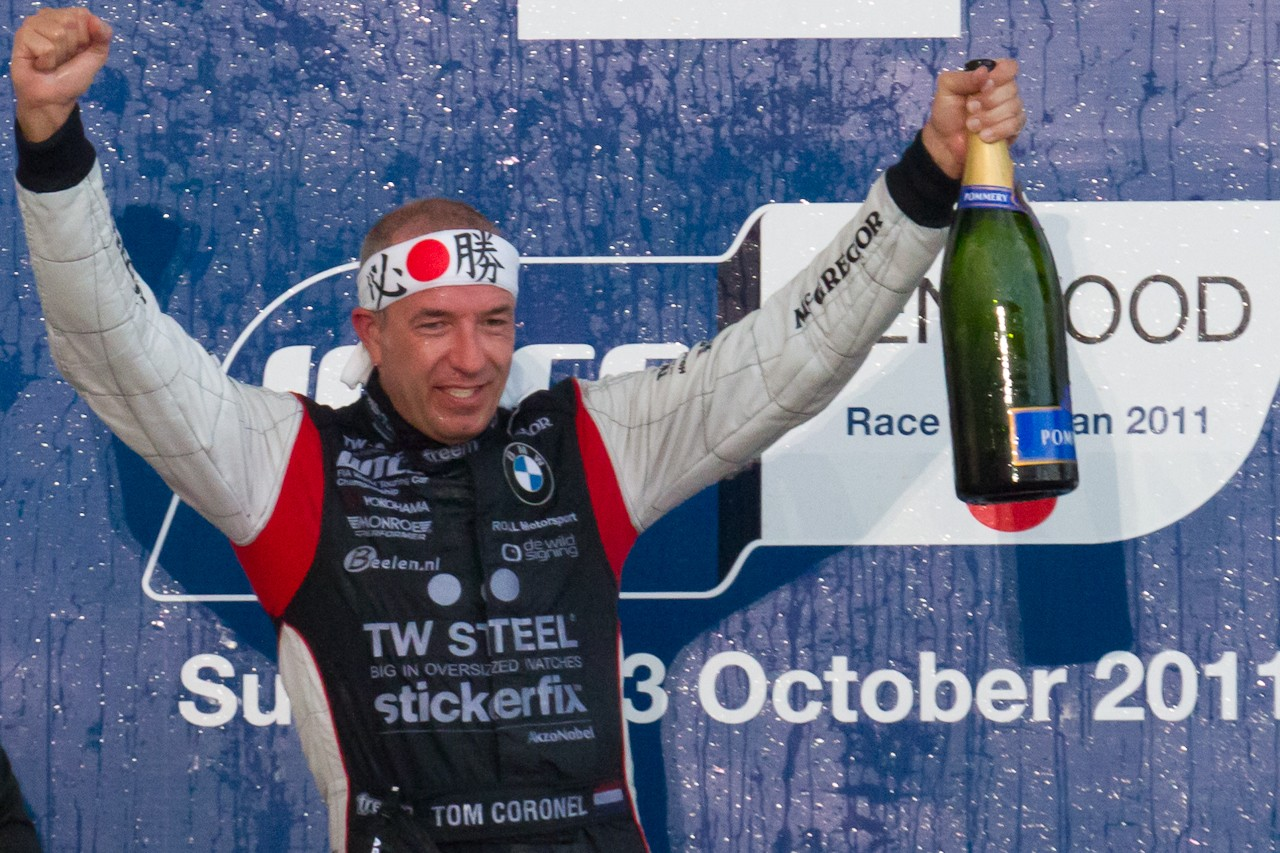
必勝
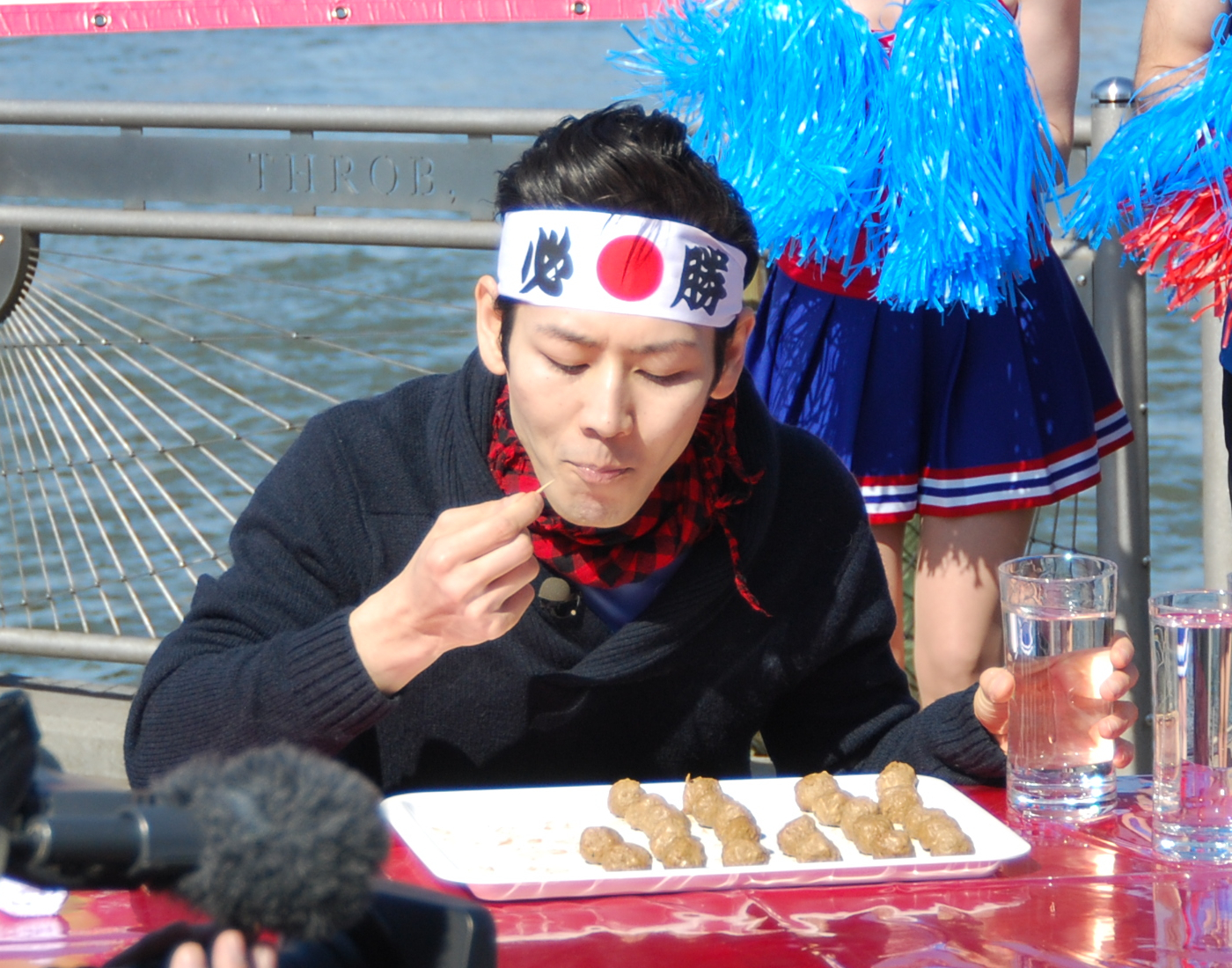
小林尊と鉢巻、2010年

## 模様・文字
基本的に模様はないが、参加している社会運動やイベント、信念に関係しているスローガンやモットーなどの文字が書き込まれる場合もある。また、中央にシンボルマークや紋章などを配置する場合がある。「必勝」、「合格」、「神風」、「一番」などが定番。文字の間に日の丸が入っているのが馴染み深い。文字やシンボルマーク、所属にちなんだ色や柄が採用される場合もある。文字を入れる場合は幅が約5 - 10cmと太めになることが多い。

## 歴史
鉢巻が使用されるようになったのは平安時代とされている。鉢巻は古くは抹額（まっこう）と呼ばれ、『魏志倭人伝』の「男子は皆露紹し、木綿を以て頭に招け」の記述が最も古い記述の一つといわれている。
鎌倉時代には、烏帽子や頭巾の上から鉢巻を締めて脱落を防止するのに用いられ、また合戦などで精神を引き締めるための軍装の一部だった。武家のしきたりでは大将は必ず紅色の鉢巻を用いることとされた。
江戸時代の『女重宝記』によると当時の女性は髪に膏沢（油気）を用いることが少なかったため、綿帽子や鉢巻を使って頭髪をまとめていたと記されており、汗止めや気を引き締める効果もあるとされていた。
現代では指示系統の明確化や意思伝達の円滑化を図るため、工事現場で作業班の班長がヘルメットの上から「班長」と記された鉢巻をするといった使用例がある。